# Xanthoparmelia concolor
Xanthoparmelia concolor är en lavart som först beskrevs av Kurt Sprengel, och fick sitt nu gällande namn av Hale. Xanthoparmelia concolor ingår i släktet Xanthoparmelia och familjen Parmeliaceae.   Inga underarter finns listade i Catalogue of Life.